# 德干紀事報
《德干紀事報》（英語：Deccan Chronicle）是印度英文日報，由拉賈戈帕爾·穆達利亞爾（Rajagopal Mudaliar）在20世紀30年代創辦，目前由薩瑪格拉商業私人有限公司（Samagrah Commercial Pvt Limited）擁有。該報由德干紀事報控股有限公司（Deccan Chronicle Holdings Limited，DCHL）在泰倫加納邦海得拉巴印製。報紙的名稱源自於其發源地德干地區。《德干紀事報》在安得拉邦和泰倫加納邦有八個版本。報紙也在金奈和班加羅爾發布。

## 外部連結
- 维基共享资源上的相關多媒體資源：德干紀事報
- 官方网站
- 德干紀事報的X（前Twitter）